# نيكولاي بنجامين أل
نيكولاي بنجامين أل (بالنرويجية البوكمول: Nicolai Benjamin Aall)‏ هو شخصية أعمال نرويجي، ولد في 1739 في بورشغرون في النرويج، وتوفي في 1798.